# Iljaz Prokshi
Iljaz Prokshi (ur. 15 listopada 1949 w Fortesë w Kosowie  – zm. 28 kwietnia 2007 w Prisztinie) – albański pisarz i poeta z Kosowa. 

## Życiorys
Studiował język i literaturę albańską na uniwersytecie w Prisztinie. W 1966 rozpoczął pracę w piśmie Kosova, początkowo jako dziennikarz, a po kilku latach jako redaktor odpowiedzialny. Pisał do czasopism wydawanych w Kosowie (Jeta e re, Fjala, Bota e re, Zëri, Plejada, Koha Ditore). Współpracował także z kilkoma czasopismami wydawanym przez Albańczyków w Szwajcarii i USA (Spektri, Trojet tona). 
Jako poeta zadebiutował w roku 1966, publikując w albańskojęzycznej prasie w Kosowie. Jego powieść Fundi i Zemerimit została uznana książką roku w Kosowie w plebiscycie, organizowanym przez Związek Pisarzy Kosowa w 1997. Zmarł w 2007, pochowany w Fortesë (dawniej Vërbovc) w dolinie Drenicy.

## Poezja
- 1983: Pike e bardhe endrre, (Biała kropla snu), wyd. Rilindja, Prisztina.
- 1992: Albanoi, wyd. Zëri, Prisztina
- 1992: Satana ne ferr, (Szatan w piekle), wyd. Fjala, Prisztina
- 1995: Fytyre ne pergamene, (Twarz na pergaminie), wyd. Rilindja, Prisztina
- 1998: Psalm arberor, (Psalm albański), wyd. Rilindja, Prisztina
- 2003: Sonate e dhembshurise, Prisztina.

## Opowiadania
- 1987: Libri i kujtimeve, (Księga wspomnień), wyd. Rilindja, Prisztina
- 1990: Daullet e nates, (Nocne bębny) wyd. Rilindja, Prisztina
- 1996: Vdekja ne enderr, (Śmierć we śnie), wyd. Rilindja, Prisztina
- 1997: Magjia e mjegulles, (Magia mgły) Prisztina
- 2002: Vajza e trendafilave, (Dziewczyna róż), wyd. Rozafa, Prisztina
- 2003: Pallati i Helenes, (Pałac Heleny), Prisztina

## Powieści
- 1997: Fundi i zemerimit, (Koniec gniewu), wyd. Rilindja, Prisztina.
- 2001: Dashuri ne labirint, (Miłość w labiryncie), Prisztina